# Third Season
Third Season è un singolo pubblicato dalla band hardcore punk AFI, dall'album Shut Your Mouth and Open Your Eyes.

## Videoclip
Il video si svolge in un basso sobborgo. La band si siede su di una gradinata in una giornata davvero calda e guardano un ragazzo che va verso un furgoncino dei gelati. Ma gli viene negato perché il gelato costa 4$, ma egli ha solo 1$. Allora con ira il ragazzino si gira dandosi uno sguardo di intesa con degli altri ragazzi che stavano assistendo alla scena, che corrono così verso il furgoncino cercando di demolirlo e saccheggiarlo.